# Sabatieria similis
Sabatieria similis är en rundmaskart. Sabatieria similis ingår i släktet Sabatieria, och familjen Comesomatidae. Arten är reproducerande i Sverige.